# یاسمین فؤاد
یاسمین صلاح‌الدین فؤاد عبدالعزیز (انگلیسی: Yasmine Fouad؛ زادهٔ) سیاستمدار اهل مصر است. او هنگام وزارت مصطفی مدبولی در کابینهٔ او از ۱۸ ژوئن ۲۰۱۸ وزیر محیط زیست بوده‌است. بر پایهٔ ویکی‌عربی یاسمین فؤاد دارای مدرک دکترا در سیاست بین‌الملل از دانشکده اقتصاد و علوم سیاسی دانشگاه قاهره است و از اوت ۲۰۱۴ سمت سرپرستی مرکز تحقیقات و مطالعات اقتصادی و مالی دانشکده اقتصاد و علوم سیاسی دانشگاه قاهره را برعهده داشته‌است.
یاسمین فؤاد ریاست کنفرانس تغییرات اقلیمی سازمان ملل متحد در سال ۲۰۲۲ در شرم الشیخ را بر عهده خواهد داشت.